# Fusil automático

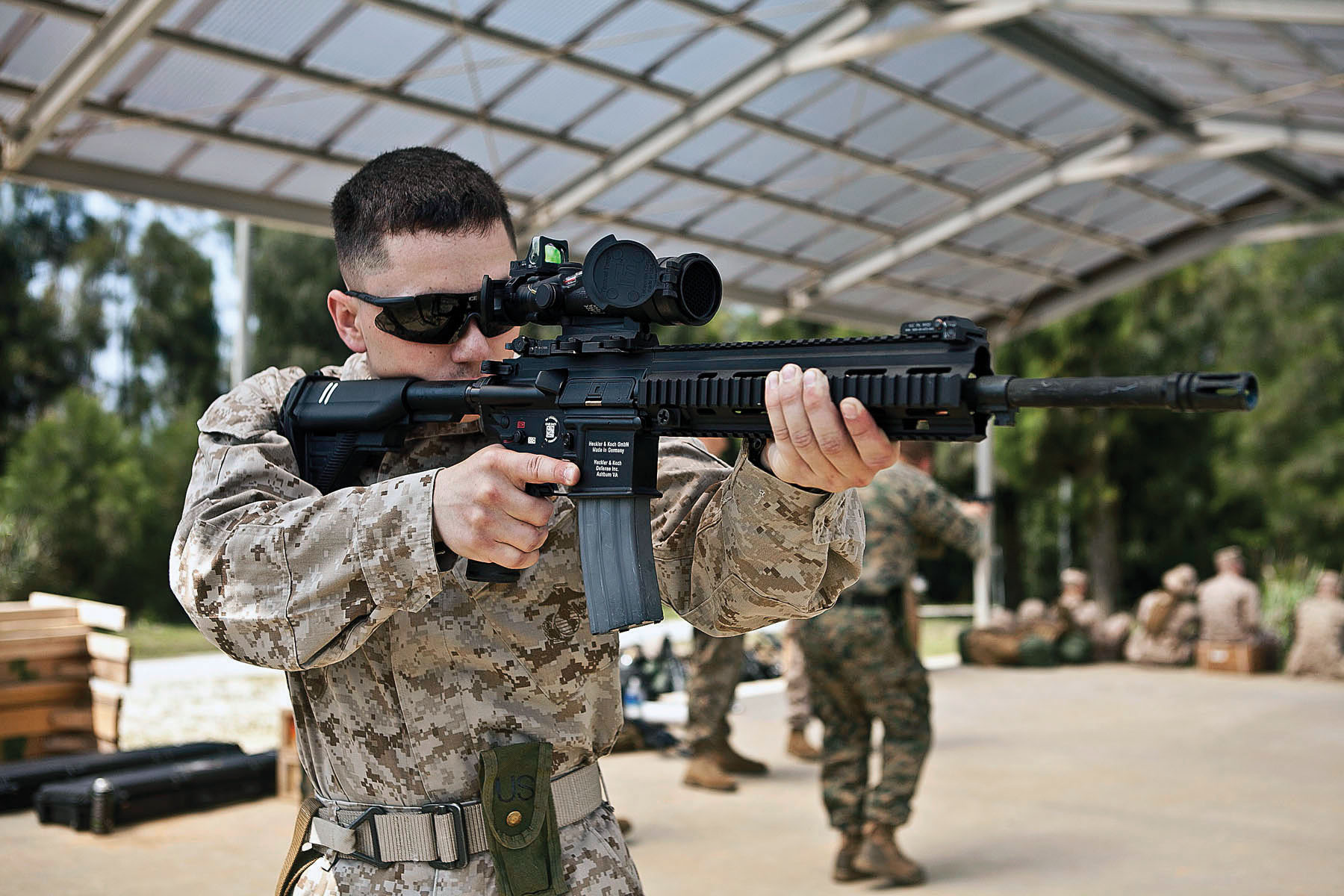
Un infante de marina estadounidense apuntanto un rifle automático M27 equipado con una mira telescópica diurna ACOG.

El fusil automático es un arma de fuego automática que dispara munición de fusil y cuenta con un sistema de tiro similar a una ametralladora, pero a diferencia de esta, es alimentado mediante un cargador y no mediante una cinta de cartuchos.

## Definición del arma
La definición del fusil automático es una cuestión ampliamente debatida, en general, los analistas tienden a considerarlo como un arma suficientemente caracterizada en sí misma y distinta a otras armas de fuego similares, algunos analistas militares tienden a considerar al fusil automático como un tipo de ametralladora ligera, el arma es bastante similar funcionalmente, si bien podemos distinguir entre el fusil automático, alimentado por un cargador y la ametralladora ligera, alimentada por una cinta de cartuchos. Un fusil automático es un arma de fuego alimentada por un cargador, empuñada por un soldado de infantería, que tiene una recámara para cartuchos de fusil y es capaz de disparar automáticamente. El fusil automático Browning M1918, fue la primera arma de infantería estadounidense de este tipo, y generalmente se usó para fuego de supresión o apoyo en el papel que ahora suele desempeñar la ametralladora ligera. Entre los fusiles automáticos cabe mencionar al Fusil Cei-Rigotti, al Avtomat Fiódorova y al Rifle automático M27.

## Historia

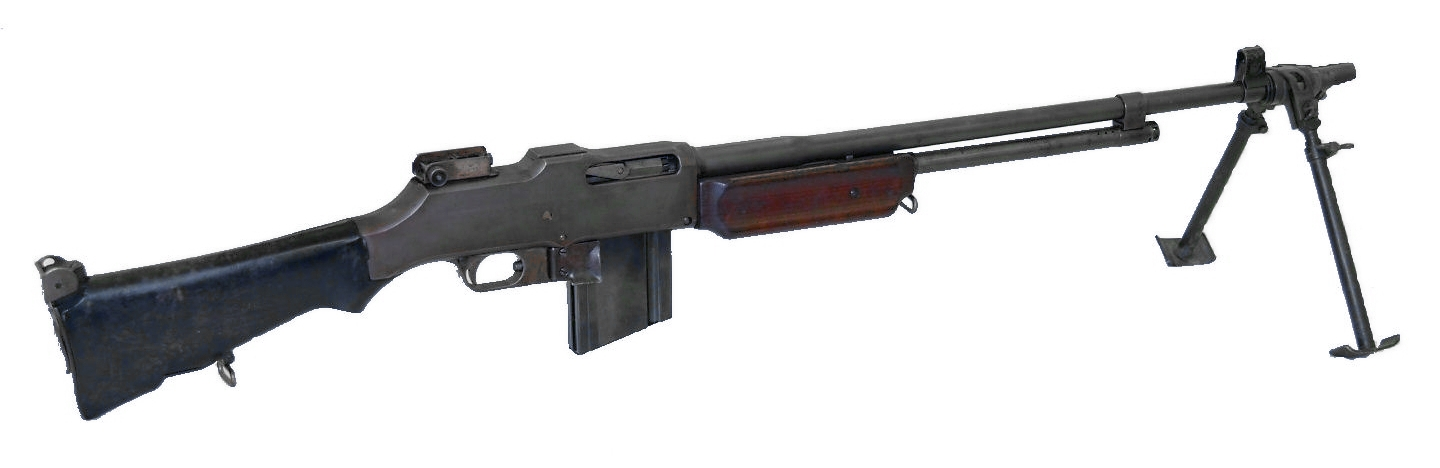
Un fusil automático BAR M1918A2.

El fusil automático apareció en los inicios del siglo XX, uno de los primeros modelos fue la ametralladora Madsen danesa. Fue ampliamente utilizado tras el estallido de la Primera Guerra Mundial. Demostró ser bastante adecuado para cubrir las necesidades específicas de la guerra de trincheras, ya que era necesaria un arma capaz de disparar en modo automático, que fuera fácilmente transportable, y no estuviera en una posición fija, como la ametralladora tradicional. El fusil automático nació de la aplicación del sistema de tiro de la ametralladora, pero adaptando dicho sistema al formato de un fusil. Era un arma más voluminosa que los fusiles de cerrojo de su época, pero era más ligera que las ametralladoras; aun así, era una arma bastante pesada, pesando entre ocho y diez kilos. Desde el punto de vista estético era un arma innovadora, su aspecto recordaba a los fusiles de asalto que iban a surgir unos años después. Algunos modelos célebres de la Primera Guerra Mundial fueron entre otros, la ametralladora Lewis británica (1914), la ametralladora ligera Chauchat francesa (1915), la ametralladora ligera Bergmann MG 15nA alemana (1915) y el fusil automático Browning estadounidense (1918). En el período de entreguerras se desarrolló una nueva generación de armas automáticas, entre las que cabe destacar la ametralladora ligera Degtiariov soviética (1928); la ametralladora Breda M30 italiana (1930); la ametralladora ligera MG 30 (1930), las ametralladoras de propósito general MG 34 y MG 42 alemanas, y de las armas checoslovacas, en particular del modelo ZB vz. 26, adaptado para el Ejército británico, también conocido como ametralladora ligera Bren (1938). También cabe mencionar a la ametralladora ligera Tipo 99 japonesa.

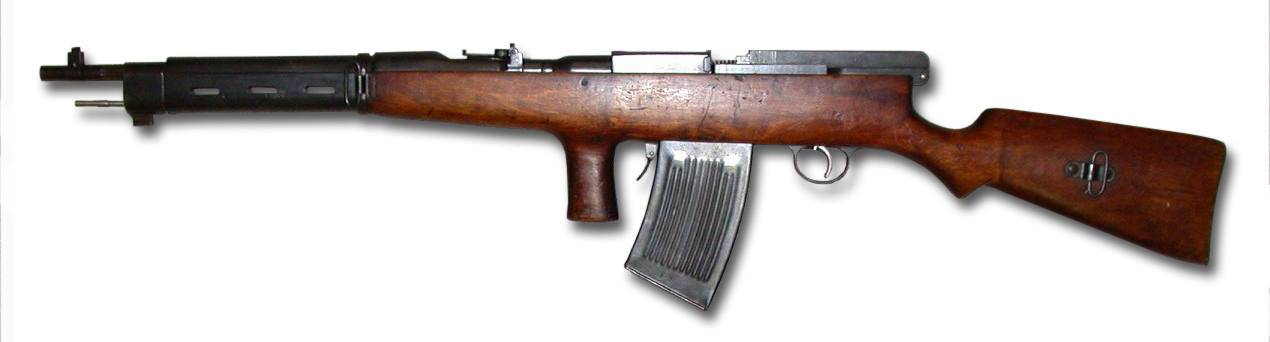
Un fusil automático Avtomat Fiódorov (1916).

Durante la Segunda Guerra Mundial el fusil automático fue usado ampliamente como un soporte eficaz para apoyar el avance de la infantería aliada en el campo de batalla. Una ametralladora ligera, o un fusil automático, es una ametralladora diseñada para ser empleada por un soldado, para ofrecer apoyo a la infantería aliada en la línea del frente. La ametralladora ligera suele ser usada como una arma automática en apoyo de pequeñas unidades aliadas, como una escuadra militar o un escuadrón de infantería.

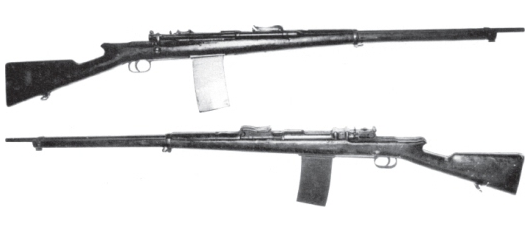
Una versión del Cei-Rigotti de 1900.

En la posguerra, muchos ejércitos desarrollaron modelos inspirados en la mítica MG 42 alemana; este fue el caso de Alemania Occidental, Austria, Suiza, España, Bélgica, Estados Unidos, etc. El Ejército británico conservó la ametralladora ligera Bren, como el fusil automático reglamentario hasta 1992. La URSS puso en marcha una nueva línea de armas automáticas con la ametralladora ligera RPK (1961), emparentada con el fusil de asalto de la Corporación Kalashnikov, el AK-47. En décadas posteriores han surgido nuevas generaciones de fusiles automáticos, de diseño y prestaciones cada vez más sofisticadas.

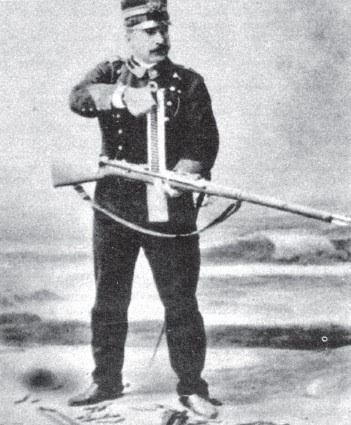
Soldado italiano mostrando la recarga de un fusil Cei-Rigotti con cargador de 50 cartuchos (1900).

Actualmente, el fusil automático tiene que hacer frente a la competencia de la ametralladora ligera, el subfusil y el fusil de asalto, pero sigue siendo muy apreciado para apoyar el avance de la infantería aliada ofreciendo fuego de apoyo. A veces el término "fusil ametrallador" se utiliza impropiamente como sinónimo de "fusil de asalto", sin embargo, es necesario evitar esta confusión.